# Simon Fürth

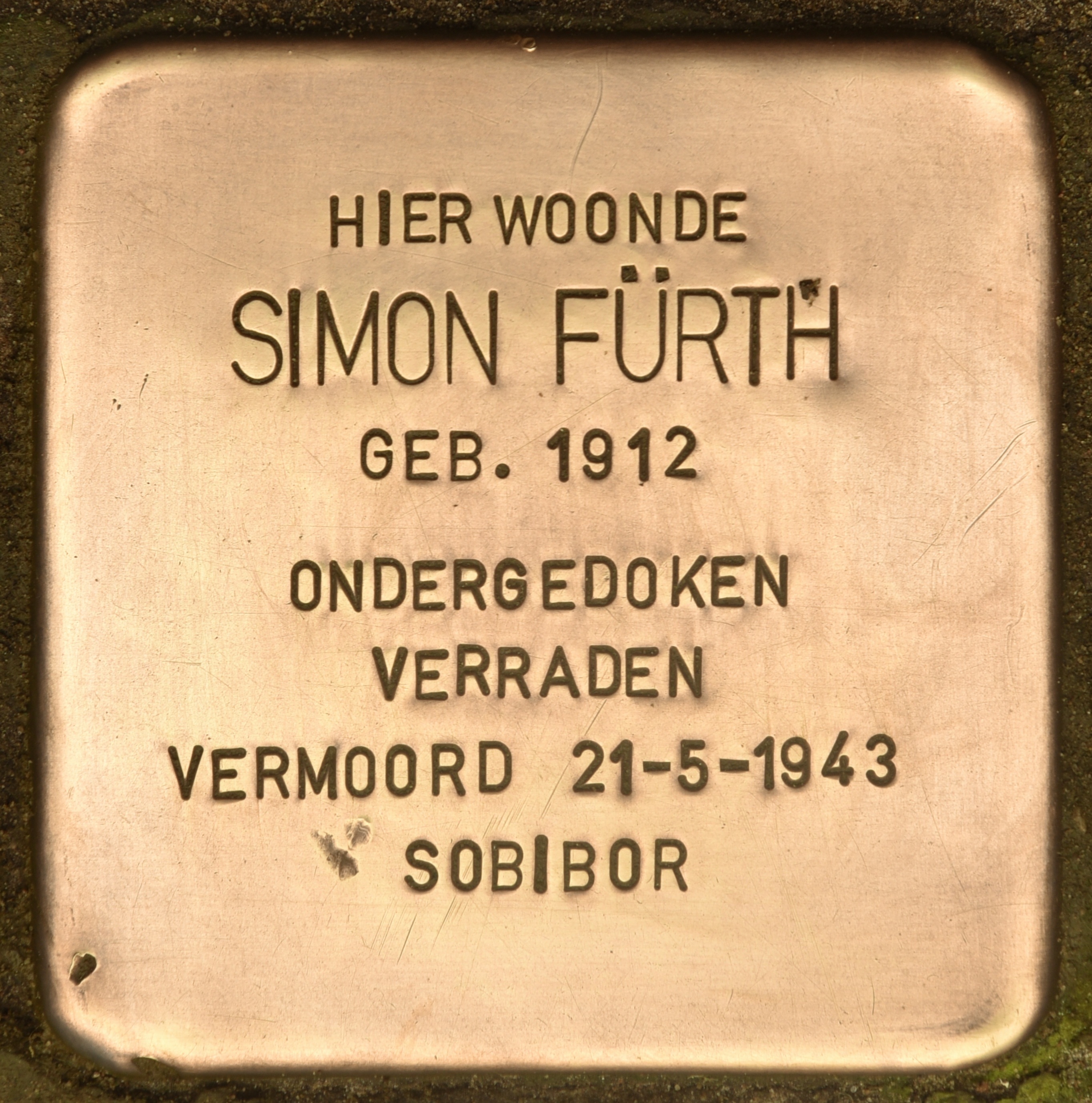
Stolperstein (februari 2023)

Simon Fürth (Amsterdam, 19 december 1912 – Sobibór, 21 mei 1943) was een Nederlands violist.

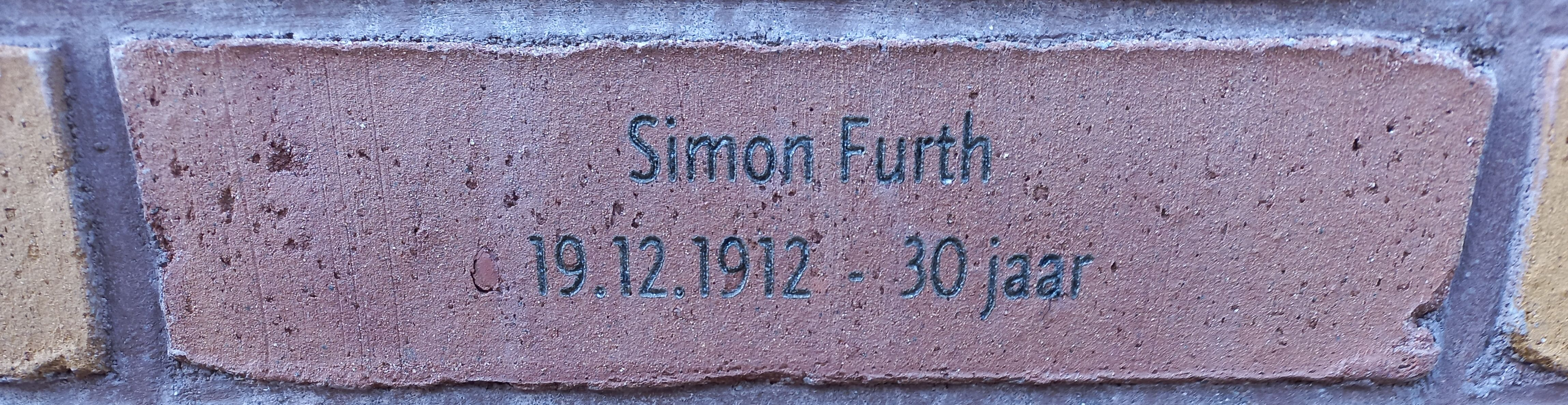
Naamsteen Simon Fürth op Holocaust Namenmonument (april 2023)

Hij was zoon van sigarenmaker Meijer Furth en Grietje Elsas. Hij trouwde in 1935 met kantoorbediende Elisabeth Papier.
Hij begon aan een opleiding tot diamantwerker en kreeg vioolles van Ferdinand Helmann, dan concertmeester van het Concertgebouw. Hij kon onder meer studeren door een beurs van het Henri Polakfonds. In 1935 werd hij aangesteld als violist in het Concertgebouworkest. Hij werd slachtoffer van de Duitse bezetting tijdens Tweede Wereldoorlog. In eerste instantie betrof het een verbod van het spelen van composities van (half-)Joodse componisten, daarna mochten half-Joodse musici ook niet meer spelen. Of Furth na 8 juni 1941 ging spelen in het Joodsch Symphonie Orkest (alleen Joodse musici en alleen voor Joodse toehoorders) is niet bekend.
Simon Furth werd daarna gedeporteerd naar Kamp Westerbork en van daaruit op 18 mei 1943 naar Sobibór alwaar hij werd omgebracht. Zijn vrouw overleefde de oorlog. De collegae Simon Gomperts en Jacques Muller vonden hun eind in Auschwitz. Ook Simons vader (Auschwitz, 1942) en moeder (Sobibór, 1943), die nog even bij de Joodse Raad was betrokken, vonden hun eind in een van de kampen.
Simon Furth wordt vermeld op het Gedenkteken Joodse Musici en het Holocaust Namenmonument. Voor zijn woning aan de Argonautenstraat 12 ligt een Stolperstein.